# Arvidsjaurs övnings och- skjutfält
Arvidsjaurs övnings- och skjutfält är ett militärt övnings- och skjutfält som är beläget strax söder om Arvidsjaurs tätort och ligger i sin
helhet inom Arvidsjaurs kommun.

## Historik
Bakgrunden till att skjutfältet anordnades var att Norrlands dragonregemente omlokaliserades från Umeå garnison till Arvidsjaur, därmed behövdes också ett övnings- och skjutfält till regementet. Inför att regementet skulle förläggas till Arvidsjaur utredde Försvarets fredsorganisationsutredning ett tänkbart övningsområde för regementet. Utredningen ansåg att oavsett vilken typ av förband som skulle lokaliseras till Arvidsjaur, så borde dess övnings- och skjutfält vara större än 4.900 hektar, då det ansågs vara enligt de då gällande normerna. Utredningen ansåg att markförhållandena i Arvidsjaur och Lycksele var likvärdiga, men Arvidsjaur ansågs ha större utvecklingsmöjligheter. Jokkmokk var helt uteslutet på grund av ogynnsamma terräng- och markförhållandena, men kanske med mest hänsyn taget till närbelägna nationalparker. Våren 1980 förlades Norrlands dragonregemente till Arvidsjaur och övnings- och skjutfält togs därmed i drift och har sedan dess utvecklats för att möta de behov som finns inom Försvarsmakten.

## Geografi
Arvidsjaurs övnings- och skjutfält ligger i ett område med subarktisk miljö och omfattar cirka 7.400 hektar höglänt och kuperad skogs- och våtmark.

## Verksamhet
Arvidsjaurs övnings- och skjutfält är ett av få skjutfält i Sverige som erbjuder möjlighet att bedriva övningar med större förbandsenheter. Det vill säga allt ifrån övning med ingående vapensystem i en jägarbataljon till långskjutande artilleri samt flyginsats med attackflyg, det vill säga ett så kallat brigadskjutfält som motsvarar dryga 8.000 hektar.